# Голушко, Иван Макарович
Иван Макарович Голушко (26 августа 1921, село Народичи, Волынская губерния — 9 ноября 2008, Москва) — советский военачальник и военный учёный, начальник штаба Тыла Вооружённых Сил СССР (1969—1989), генерал-полковник (25.04.1975). Доктор военных наук (1968). Профессор (1970).

## Биография
Родился в семье крестьянина. Украинец. Окончил среднюю школу.

## Начало службы и Великая Отечественная война
В Красной Армии с сентября 1939 года. Окончил Киевское танко-техническое училище. С июня 1941 года  — помощник командира танковой роты по технической части 49-го тяжелого танкового полка в Прибалтийском Особом военном округе. Начало Великой Отечественной войны застало его по сразу по прибытии к месту службы. Получил приказ расконсервировать танки на складе в Пскове. Когда это задание было выполнено, немецкие войска уже приблизились к городу. Спешно сформировав экипажи, был переброшен на Карельский перешеек и принимал участие в его обороне, затем выходил из окружения. С июля 1941 года воевал на Ленинградском фронте — помощник командира танковой роты по технической части 48-го отдельного танкового батальона, заместитель командира по технической части 118-го отдельного танкового батальона, с 1943 года — помощник начальника ремонтно-эвакуационного отдела Управления бронетанковых войск Ленинградского фронта, в 1944 году — заместитель по технической части командующего оперативной танковой группы Ленинградского фронта. Участник битвы за Ленинград. В январе 1943 года в ходе прорыва блокады Ленинграда при спасении экипажей и восстановлении на поле боя подбитых танков был ранен, после госпиталя вернулся на фронт. В должности старшего помощника начальника ремонтно-эксплуатационного отдела Управления командующего бронетанковыми и механизированными войсками Ленинградского фронта участвовал во главе передвижных ремонтно-восстановительных отрядов в Ленинградско-Новгородской, Выборгской и Таллинской наступательных операциях. В конце 1944 года отозван с фронта и назначен заместителем командира учебного танкового полка по технической части (с июля 1945 — в составе Ленинградского военного округа).

## Послевоенная служба
После войны, в 1946 году назначен начальником бронетанковой ремонтной базы, в 1947 году — заместителем начальника технического отдела Высшей офицерской бронетанковой школы, в 1948 году — заместителем командира учебного танкового полка при этой школе. В том же году направлен на учёбу.
В 1951 году окончил Военную академию тыла и снабжения (с отличием). С 1951 года служил заместителем начальника штаба тыла Группы советских войск в Германии, с 1953 года — начальником отделения боевой и оперативной подготовки и чуть позднее — заместителем начальника отдела штаба Тыла Министерства обороны СССР. С 1958 по 1960 годы — начальник штаба — заместитель начальника тыла Киевского военного округа.
В 1962 году окончил Военную академию Генерального штаба Вооружённых Сил СССР. С 1962 года начальник тыла — заместитель командующего Южной группы войск. С 1965 года — заместитель начальника штаба Тыла Вооружённых Сил СССР. С 1969 года — начальник штаба Тыла — первый заместитель начальника Тыла Вооружённых Сил СССР. Находился на этой должности 20 лет. В 1972 году окончил Высшие экономические курсы при Госплане СССР. В октябре 1989 года вышел в отставку.

## Научная деятельность
Наряду с руководством войсками и штабами, в послевоенное время стал известен в войсках как крупный учёный в области организации и деятельности войск Тыла в военное и в мирное время, а также в области военной экономики. Автор свыше 200 научных работ, учебников, наставлений и справочников. Руководитель группы разработки теоретических основ автоматизации управления Тылом Вооружённых Сил. После выхода в отставку целиком сосредоточился на военно-научной работе, в которой добился больших результатов. Тщательно изучал не только опыт Великой Отечественной войны, но также Афганской войны и участия Российской армии в боевых действиях в Чеченской Республике. Участник серии российских и международных научных конференций, где неоднократно выступал с научными докладами. Был руководителем секции тыла и транспорта Академии военных наук Российской Федерации.
Доктор военных наук (1968), профессор (1970). Академик Академии военных наук Российской Федерации, академик Академии транспорта Российской Федерации, действительный член Международной академии информатизации.
Жил в Москве. Вёл общественную работу, много лет был председателем Совета ветеранов Тыла Вооружённых Сил СССР и Российской Федерации.

## Сочинения и труды
- Танки оживали вновь. 2-е изд., испр. и доп. — М.: Воениздат, 1977[3].
- Солдаты тыла. — М., 1982.
- Военно-стратегические прогнозы и мероприятия США по мобилизационной подготовке экономики в современной войне.
- Военная экономика в современной войне. / И. М. Голушко, А. И. Барков, С. А. Бартенов, В. М. Башилов, А. А. Гуров и др. — М.: Воениздат, 1983.
- Военная экономика в ядерной войне.
- Войсковое и корабельное хозяйство : справочник. Под ред. И. М. Голушко. — Москва: Воениздат, 1987.
- Работа Тыла в важнейших операциях второго периода войны // Военно-исторический журнал. — 1974. — № 11. — С.34—42.
- Из опыта работы штаба Тыла Советской Армии в годы Великой Отечественной войны // Военно-исторический журнал. — 1985. — № 10. — С.37—44.
- Тыл Вооружённых Сил в операциях третьего периода войны // Военно-исторический журнал. — 1976. — № 2. — С.34—41.
- О материально-техническом обеспечении и концептуальных основах формирования системы тыла силовых структур Российской Федерации. //В сборнике: Военная доктрина и реформы в XX в.
- Основы моделирования и автоматизации управления Тылом (в соавт. с Варламовым Н.В.). — М.: Воениздат, 1982.
- Теория тыла и военная экономика. — М.: Воениздат, 1994.
- Штаб тыла Красной Армии в годы войны 1941—1945. — М.: Экономика и информатика, 1988.
- Развитие тыла Советских Вооруженных Сил, 1918-1988 (в соавт.). — М.: Воениздат, 1989.
- Родники победы: Боевые традиции войск тыла (в соавт., под ред. В. И. Цветкова). — М.: Воениздат, 1989.
- Тыл Вооруженных Сил в годы Великой Отечественной войны. // Советский тыл в Великой Отечественной войне. Кн. 1. / Под общ. ред. П. Н. Поспелова. — М.: Мысль, 1974.

## Награды и премии
- Орден Дружбы (Российская Федерация, 28.04.1995) — за многолетнюю плодотворную работу по патриотическому воспитанию  молодежи, социальной защите ветеранов и укреплению дружбы между народами [4]
- Орден Октябрьской Революции (1982)
- Орден Красного Знамени (1971)
- Два ордена Отечественной войны I степени (17.10.1944, 11.03.1985)
- Орден Отечественной войны II степени (12.11.1943)
- Орден Трудового Красного Знамени (1976)
- Четыре ордена Красной Звезды (21.05.1942, 1956, 1957, 1967)
- Орден «За службу Родине в Вооружённых Силах СССР» 3-й степени (1975)
- Медаль «За боевые заслуги» (15.11.1950)
- Медаль «За оборону Ленинграда»
- другие медали СССР
- Государственная премия СССР (1983)
- Премия имени М. В. Фрунзе (СССР, 1979)
- Премия имени А. А. Свечина Академии военных наук (1999)
- Премия имени А. В. Суворова Академии военных наук

награды иностранных государств
- Орден Боевого Красного Знамени (МНР, 06.07.1971)
- Офицерский крест ордена «Возрождение Польши» (ПНР, 06.10.1973)
- Орден «9 сентября 1944 года» II степени с мечами (НРБ, 14.09.1974)
- Медаль «100 лет Освобождения Болгарии от османского рабства» (Болгария)
- Медаль «90 лет со дня рождения Георгия Димитрова» (Болгария, 23.02.1974)
- Медаль «100 лет со дня рождения Георгия Димитрова» (Болгария)
- Медаль «30 лет Победы над фашистской Германией» (Болгария, 1975)
- Медаль «30 лет Победы над милитаристской Японией» (МНР, 1975)
- Медаль «40 лет Халхин-Гольской Победы» (МНР, 26.11.1979)
- Медаль «60 лет Вооружённым силам МНР» (МНР, 29.12.1981)
- Медаль «За укрепление дружбы по оружию» золотой степени (ЧССР, 05.1970)
- Медаль «30 лет освобождения Чехословакии Советской Армией» (ЧССР, 29.08.1974
- Медаль «40 лет освобождения Чехословакии Советской Армией» (ЧССР, 11.03.1985)
- Медаль «20-я годовщина Революционных Вооруженных сил Кубы» (Куба, 1976)
- Медаль «30-я годовщина Революционных Вооруженных сил Кубы» (Куба, 24.11.1986)